# Église Saint-Martin de Bled
L'église Saint-Martin (slovène : cerkev sv. Martina) est un édifice religieux catholique situé à Bled, en Slovénie.

## Histoire
Une structure néogothique a été construite de 1903 à 1905 selon les plans de l'architecte autrichien Friedrich von Schmidt, avec des modifications mineures, notamment pour l'équipement intérieur, apportées par l'architecte Josip Vancaš. L'édifice est construit par la société Gustav Tönnies de Ljubljana.

## Mobilier
L'église contient un certain nombre de fresques peintes en 1930 par l'artiste Slavko Pengov, lauréat du prix Prešeren, dont une représentant Vladimir Lénine dans le rôle de Judas Iscariote dans une représentation de la Cène. Elle abrite également un certain nombre de statues d'Ivan Vurnik.